# Trump Media & Technology Group
O Trump Media & Technology Group Corp. (TMTG), também conhecido por sua subsidiária integral T Media Tech LLC, é uma empresa americana de mídia e tecnologia fundada em 2021 pelo atual presidente dos EUA, Donald Trump. Em março de 2024, tornou-se uma empresa pública após se fundir com a Digital World Acquisition Corp. (DWAC), uma empresa de aquisição de propósito específico. Sua sede fica em Sarasota, Flórida.
Trump possuía cerca de 90% da empresa em abril de 2023. Desde janeiro de 2022, o ex-representante dos EUA, Devin Nunes, tem atuado como o diretor executivo da empresa. Em fevereiro de 2022, a TMTG lançou a rede social Truth Social. Trump relatou em uma divulgação financeira pessoal de abril de 2023 que ele havia ganhado menos de $201 da TMTG.
Uma divulgação financeira da DWAC em novembro de 2023 indicou que a TMTG havia gerado perdas de tal forma que a gestão tinha "dúvidas substanciais" sobre sua capacidade de pagar suas contas, e a firma de contabilidade da empresa tinha "dúvidas substanciais" sobre a capacidade da empresa de permanecer em operação.

## Operações

### Truth Social
Em 21 de fevereiro de 2022, a TMTG lançou o Truth Social, um concorrente de plataformas como o Twitter, no iOS. O Truth Social enfrentou problemas de pessoal devido a suas associações políticas e, no início de abril de 2022, a Reuters informou que o chefe de tecnologia e o chefe de desenvolvimento de produtos haviam renunciado aos seus cargos após o lançamento "problemático" da rede.
Após Elon Musk divulgar sua grande participação e intenção de comprar o Twitter em abril de 2022, a holding DWAC perdeu 44% de seu valor de ações. Matthew Kennedy, estrategista de mercado na Renaissance Capital, disse que a compra era problemática para a Digital World, pois um Twitter de propriedade de Musk prejudicaria a razão de ser da existência do Truth Social.
Em 22 de abril de 2022, a Rumble anunciou que o Truth Social havia migrado com sucesso seu site e aplicativos móveis para a infraestrutura de nuvem da Rumble.